# Gumel
Gumel – miasto w północnej Nigerii, w północnej części stanu Jigawa.